# Río Chari
El río Chari es un largo río del África central. Nace en la República Centroafricana y desemboca en el lago Chad; parte del curso forma una frontera natural entre Chad y Camerún. Tiene una longitud de 1400 km y drena una amplia cuenca de unos 548 747 km² que lo sitúan entre las 55 mayores cuencas del mundo (similar a países como Ucrania, Botsuana o Madagascar). Este río supone el 90 % de las aportaciones de agua al lago Chad.
Sus principales afluentes son los ríos Sara, Aouk, Bahr Keïta, Salamat y Logone. Las principales ciudades por las que pasa son Sarh y Ndjamena.

## Historia
Los primeros europeos conocidos que llegaron al río Chari fueron los exploradores británicos Dixon Denham, Hugh Clapperton y Walter Oudney, que alcanzaron el lago  Chad en 1823.

## Geografía

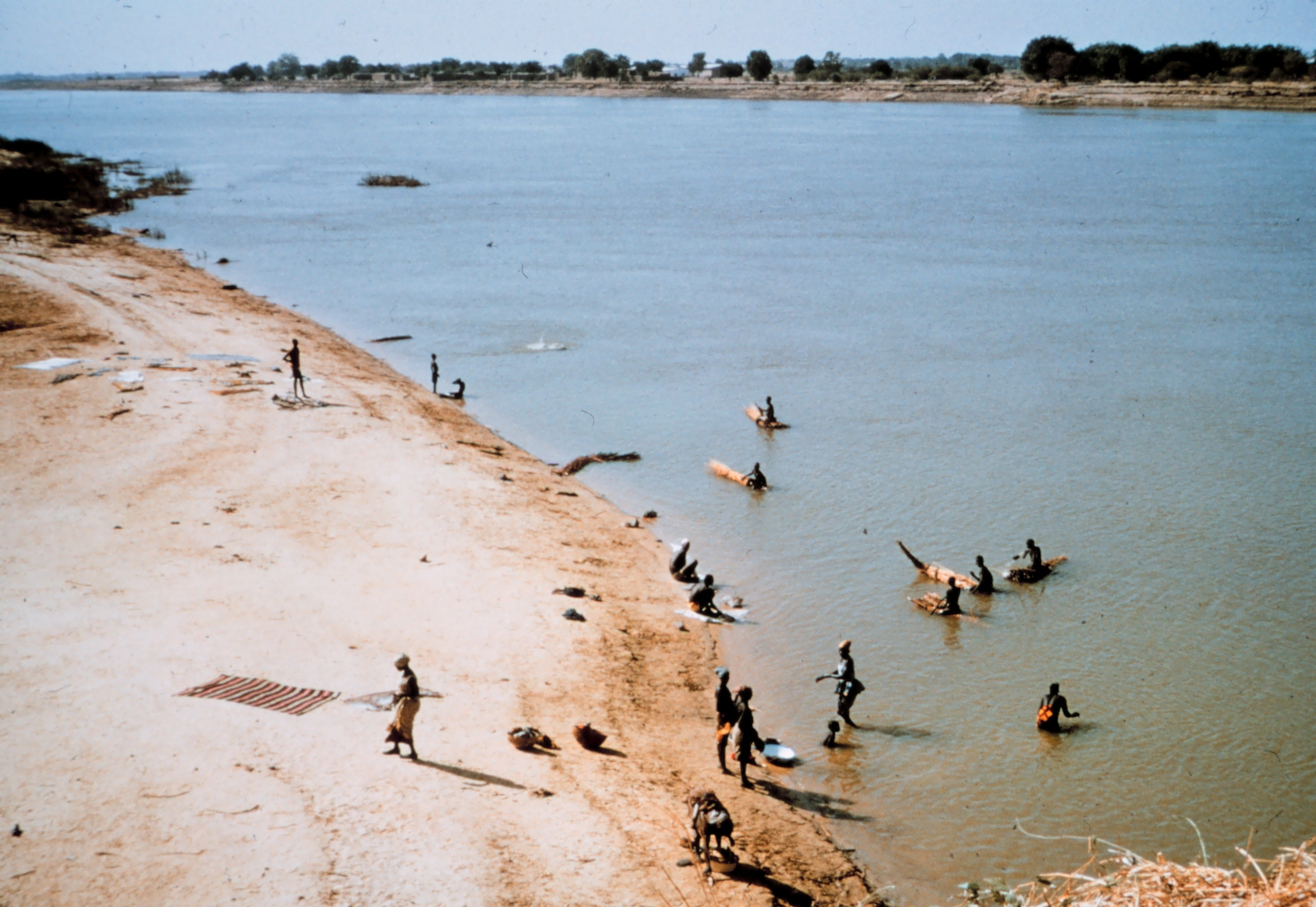
Playa en el Chari en Ndjamena.

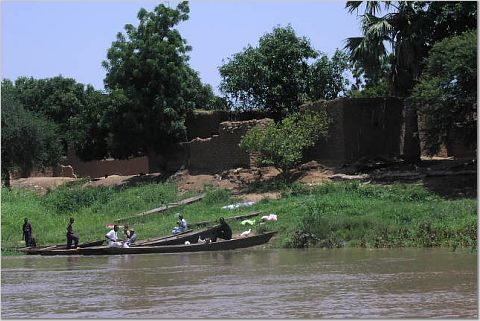
Vista del río Chari.

El Chari tiene su origen en la República Centroafricana y surge de la confluencia, en la frontera entre Chad y la República Centroafricana, de dos ríos bastante bien alimentados en todas las estaciones: el río Bamingui, que llega desde el sudeste y se suele considerar parte del curso alto del Chari; y el río Gribingui, que llega del sur. El Bamingui forma durante unos cincuenta kilómetros la frontera natural entre la República Centroafricana y el Chad. En este sector, recibe por la orilla derecha el río Bangoran, también un río centroafricano y ambos ríos limitan el gran parque nacional Bamingui-Bangoram.
A partir de ese momento, el río ya lleva el nombre de Chari. A continuación, justo antes de entrar en territorio del Chad, recibe también por la derecha, el largo río llamado Bahr Aouk, que llega del este desde cerca de la frontera sudanesa, y que forma la frontera entre Chad y la República Centroafricana en casi todo su curso. 
Después de cruzar la mitad sur del Chad de sureste a noroeste, y de hacer bañado la capital Ndjamena, donde recibe a uno de sus principales afluentes, el río Logone, el Chari desemboca en el lago Chad por su extremo meridional. El Chari representa el 80 % del agua del lago Chad. La mayoría de la población del Chad vive a orillas del Chari o de sus afluentes. 
El río, en la última parte de su recorrido, forma la actual frontera entre Camerún y el Chad. Junto con uno de sus principales afluentes, el río Logone que lo aborda por la izquierda en su parte final, en Djamena, el Chari inunda los Yaérés, una vasta llanura de alrededor de 6000 km² situada al oeste del río, al suroeste de Ndjamena.

### Afluentes
El Chari tiene bastantes afluentes, muchos de ellos cursos estacionales. Los principales, en dirección aguas abajo, son los siguientes:
- el río Aouk (Bahr Aouk), por la margen derecha, un río de 650 km que corre por la República Centroafricana y el Chad, con una cuenca de 103 570 km² y un caudal de 74 m³/s (en Golongosso);
- el río Keïta (Bahr Keïta), por la margen derecha;
- el río Salamat (Bahr Salamat), por la margen derecha, un largo río de 1200 km que corre por Sudán y el Chad, con una cuenca de 90 000 km² y un caudal de 31 m³/s (en Am-Timan);
- el río Sara (Bahr Sara), por la margen izquierda, un río que corre por la República Centroafricana y el Chad, con una cuenca de 70 000 km² y un caudal de 480 m³/s (en Moïssala), Tiene entre sus fuentes al río Ouham;
- el río Logone, por la margen izquierda, un largo río de 950 km que corre por el Camerún y el Chad, con una cuenca de 78 000 km² y un caudal de 492 m³/s (en Bongor);

El río también tiene muchos efluentes, siendo los más importantes los ríos Bahr Erguig, Bahr Gatamaro, Bahr Ligna, Batha du Lairi, Bahr Biher, Serbeouel, Taf-Taf y Eredir.

### Principales ciudades atravesadas
- Sarh, con 104 381 hab. en 2006;
- Guelendeng, con 11 379 hab. en 2005;
- Ndjamena, con 721 000 hab. en 2005;

## Hidrometría

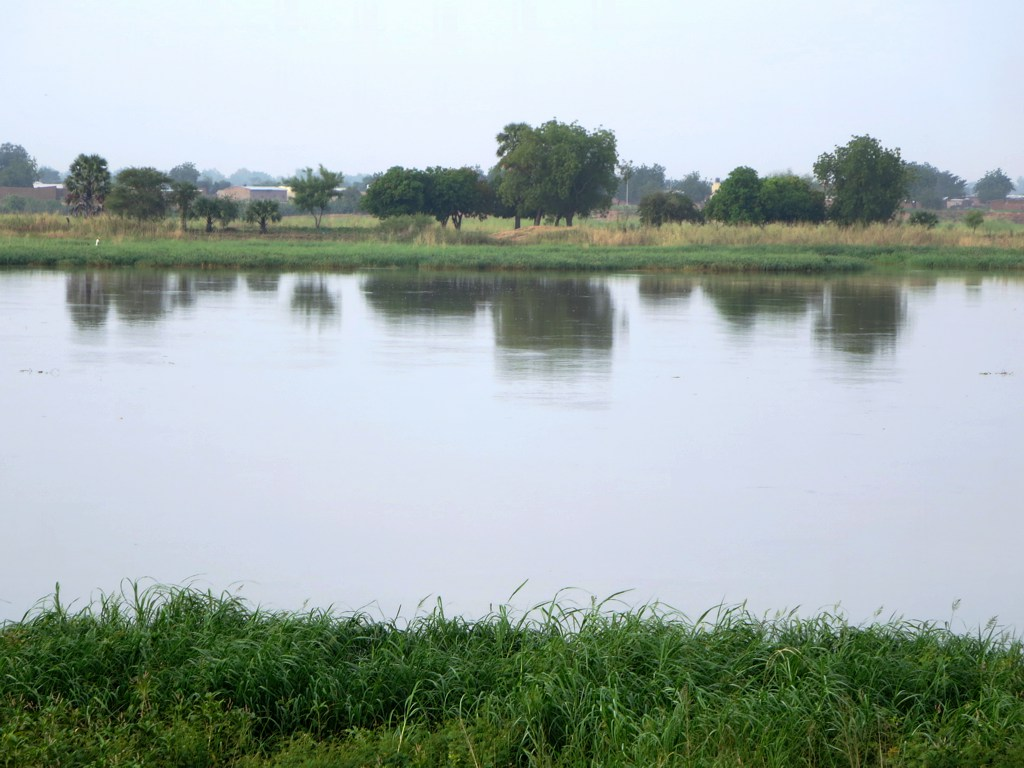
El río Chari separa N'Djamena, Chad, África Central, de Camerún.

El caudal del río se ha observado durante 58 años (1933-91) en Ndjamena, la capital del Chad, situada aguas arriba no lejos de la boca del Chari en el lago Chad. En Ndjamena, el caudal medio anual observado en ese período fue de 1059 m³/s para una zona drenada de unos 600 000 km², es decir, casi la totalidad de la cuenca del río.
La lámina de agua que discurre en la cuenca alcanzó la cifra de 56 mm por año, que puede considerarse escasa y de acuerdo al clima imperante en la mayor parte de su cuenca.
Chari es un río muy caudaloso, pero es muy irregular y se caracteriza por largos períodos de escasez. En el período de observación de 58 años, el caudal mínimo mensual fue de 8 m³/s (casi completamente seco), mientras que el caudal máximo mensual fue 4846 m³/s.
Caudal medio mensual del río Chari medido en la estación hidrológica de Ndjamena (en m³/s)
(calculado con datos de un periodo de 58 años, 1933-91)